# ويليام وارد واتكن
ويليام وارد واتكن (بالإنجليزية: William Ward Watkin) هو مهندس معماري أمريكي، ولد في 1886 في بوسطن في الولايات المتحدة، وتوفي في 1952.